# Jerzy Adamski (Boxer)
Jerzy Adamski (* 14. März 1937 in Sierpc; † 6. Dezember 2002 in Bydgoszcz) war ein polnischer Boxer. Er gewann bei den Olympischen Sommerspielen 1960 in Rom die Silbermedaille und bei den Europameisterschaften 1959 in Luzern die Goldmedaille.

## Werdegang
Trainiert von Feliks Stamm boxte Adamski ab 1953 und bestritt 270 Kämpfe mit 237 Siegen. Er wurde 1956 Polnischer Meister im Bantamgewicht, sowie 1959, 1960, 1961, 1962 und 1964 Polnischer Meister im Federgewicht.
Bei der Europameisterschaft 1957 in Prag schied er noch im Viertelfinale aus, gewann jedoch bei der Europameisterschaft 1959 in Luzern die Goldmedaille, nachdem er unter anderem Sandro Lopopolo und Peter Goschka besiegt hatte.
Er nahm daraufhin an den Olympischen Sommerspielen 1960 in Rom teil, siegte gegen Sumith Liyanage, Shinetsu Suzuki, Ernst Chervet und William Meyers, ehe er im Finale gegen Francesco Musso unterlag und die olympische Silbermedaille gewann.
Bei der Europameisterschaft 1963 in Moskau gewann er noch eine Bronzemedaille, nachdem er im Halbfinale gegen Stanislaw Stepaschkin ausgeschieden war.